# Engie (Perú)
Engie Energía Perú es una empresa peruana, filial de la francesa Engie. Se dedica a la generación y transmisión eléctrica. Posee plantas de generación de energía hidroeléctrica, térmica, solar y eólica. Es una empresa componente del índice S&P/BVL Perú General.
Es la empresa más grande del Perú en generación de electricidad representando el 32,3 del mercado en 2024.

## Historia
En 1996, la empresa comienza operaciones bajo la denominación Powerfin Perú S.A., en 1997 cambio su denominación a Energía del Sur S.A., en 2007 cambio su denominación a EnerSur S.A. y finamente en 2016 adoptó su denominación actual.
En diciembre de 2006, entra en funcionamiento ChilcaUno, una planta de generación construida para usar el Gas de Camisea.
En 2016, firma acuerdos de comercialización de energía con la empresa ecuatoriana; Corporación Eléctrica del Ecuador. Ese mismo año se inauguraron las centrales térmicas en Ilo. Y en Chilca.
En 2021, firma un acuerdo de suministro de energías 100% renovables con el Aeropuerto Internacional Jorge Chávez.
En junio de 2023, entra en operación comercial la Central eólica Punta Lomitas.
En septiembre de 2023, inaugura un sistema de almacenamiento de energía en Chilca, denominado Sistema Chilca BESS, tras una inversión de 20 millones de dólares.

## Composición accionaria
Según el reporte del gobierno corporativo de 2024 la participación se divide de la siguiente manera:

## Centrales de generación
Engie posee una capacidad de generación de aproximadamente 2.700 MW.
| Central                            | Ubicación           | Tipo                   | Capacidad instalada |
| ---------------------------------- | ------------------- | ---------------------- | ------------------- |
| Centrales termoeléctricas Chilca 1 | Chilca (Lima)       | Energía termoeléctrica | 810 (MW)            |
| Centrales termoeléctricas Ilo 41   | Ilo                 | Energía termoeléctrica | 610 (MW)            |
| Centrales termoeléctricas Ilo 31   | Ilo                 | Energía termoeléctrica | 500 (MW)            |
| Central eólica Punta Lomitas       | Ocucaje (Ica)       | Parque eólico          | 296 (MW)            |
| Central hidroeléctrica Yuncán      | Paucartambo (Pasco) | Hidroelectricidad      | 134 (MW)            |
| Central hidroeléctrica Quitaracsa  | Huaylas (Áncash)    | Hidroelectricidad      | 134 (MW)            |
| Centrales termoeléctricas Chilca 2 | Chilca (Lima)       | Energía termoeléctrica | 111 (MW)            |
| Central Solar Intipampa            | Moquegua            | Energía solar          | 40 (MW)             |
| Central eólica Duna y Huambos      | Cajamarca           | Parque eólico          | 36 (MW)             |